# سامانثا ريتشاردز
سامانثا ريتشاردز (بالإنجليزية: Samantha Richards)‏ (و. 1983  م) هي لاعبة كرة سلة، من أستراليا، ولدت في ملبورن، شاركت في ألعاب أولمبية صيفية 2012، تلعب كلاعبة هجوم خلفي.

## روابط خارجية
- سامانثا ريتشاردز على موقع الاتحاد الدولي لكرة السلة (الإنجليزية)
- سامانثا ريتشاردز على موقع كرة السلة الأوروبية.كوم (الإنجليزية)
- سامانثا ريتشاردز على موقع سبورتس رفرنس (الإنجليزية)
- سامانثا ريتشاردز على موقع أوليمبيديا (الإنجليزية)
- سامانثا ريتشاردز على موقع اللجنة الأولمبية الأسترالية (الإنجليزية)